# Ceratohister pheidoliphilus
Ceratohister pheidoliphilus är en skalbaggsart som beskrevs av August Reichensperger 1924. Ceratohister pheidoliphilus ingår i släktet Ceratohister och familjen stumpbaggar. Inga underarter finns listade i Catalogue of Life.